# Rifugio di Montmalús
Il rifugio di Montmalús è un rifugio alpino che si trova nella parrocchia di Encamp a 2.438 m d'altezza.

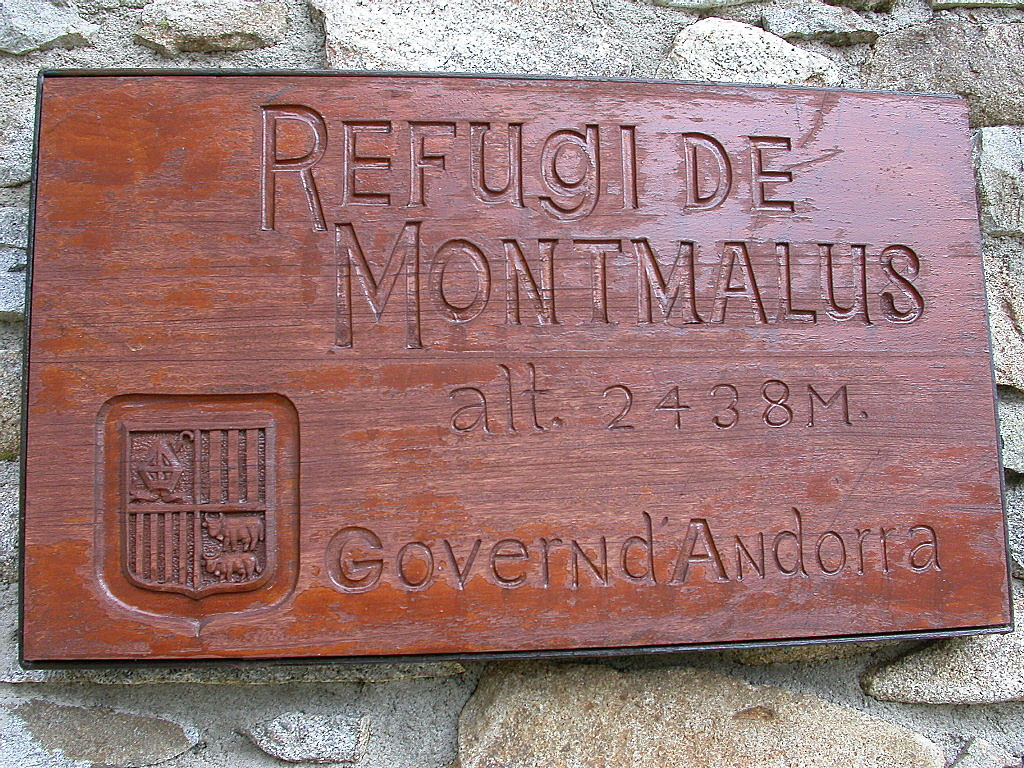
Placca all'esterno del rifugio.